# گویکانگدوی
گویکانگدوی (به لاتین: Goicangdoi) یک منطقهٔ مسکونی در جمهوری خلق چین است که در منطقه خودمختار تبت واقع شده‌است. گویکانگدوی
- نفر جمعیت دارد.